# Горское сельское поселение (Пермский край)
Го́рское се́льское поселе́ние — муниципальное образование в Осинском районе Пермского края Российской Федерации.
Административный центр — село Горы.
В 2018 году в состав Горского сельского поселения включено Пальское сельское поселение.

## Символика
Решением Совета депутатов Горского сельского поселения № 14 от 22 июня 2012 года утверждён герб и флаг поселения. Герб внесен в Государственный геральдический регистр РФ под № 7802. Флаг внесен в Государственный геральдический регистр РФ под № 7803.
Описание герба: «В серебряном поле три лазоревых острия, в оконечности дважды тонко волнисто просеченных в цвет поля».
Описание флага: «Прямоугольное полотнище белого цвета с отношением ширины к длине 2:3, воспроизводящее композицию из герба Горского сельского поселения, выполненную в голубом цвете».

## История
Статус и границы сельского поселения установлены Законом Пермской области от 10 ноября 2004 года № 1717-348 «Об утверждении границ и о наделении статусом муниципальных образований Осинского района Пермской области»

## Население
| 2010 | 2012  | 2013 | 2014 | 2015 | 2016 | 2017 |
| ---- | ----- | ---- | ---- | ---- | ---- | ---- |
| 799  | ↘741  | ↘719 | ↘655 | ↘640 | ↘638 | →638 |
| 2018 | 2019  |      |      |      |      |      |
| ↘605 | ↗1156 |      |      |      |      |      |

По данным переписи 2010 года численность населения составляла 799 человек, в том числе 371 мужчина и 428 женщин.

## Состав сельского поселения
| №  | Населённый пункт | Тип населённого пункта       | Население |
| -- | ---------------- | ---------------------------- | --------- |
| 1  | Верх-Пещерка     | деревня                      | 2         |
| 2  | Горы             | село, административный центр | 476       |
| 3  | Елдушино         | деревня                      | 5         |
| 4  | Калино           | деревня                      | ↘33       |
| 5  | Кирпичи          | деревня                      | 1         |
| 6  | Красный Маяк     | посёлок                      | 3         |
| 7  | Кузнечиха        | село                         | 265       |
| 8  | Малая Паль       | деревня                      | 14        |
| 9  | Новая Драчёва    | деревня                      | 41        |
| 10 | Паль             | село, административный центр | 359       |
| 11 | Пермякова        | деревня                      | 0         |
| 12 | Пещеры           | деревня                      | 41        |
| 13 | Прикамье         | деревня                      | 14        |
| 14 | Пьянкова         | деревня                      | 45        |
| 15 | Рейд             | посёлок                      | 261       |
| 16 | Усть-Паль        | посёлок                      | 19        |

## Экономика
- ООО «Горы» и ИП Семин А. В.[14].
- СПК "Кузнечиха"

## Объекты социальной сферы
Объекты социальной сферы:
- образовательные учреждения:
  - МОУ «Горская средняя общеобразовательная школа» со структурными подразделениями:
    - «Горский детский сад»,
    - «Пальский детский сад»

- учреждения здравоохранения:
  - Горский фельдшерско-акушерский пункт;
  - Драчевский фельдшерско-акушерский пункт.
  - Пальский фельдшерско-акушерский пункт
  - Кузнечихинский фельдшерско-акушерский пункт